# 프리스타일 2
프리스타일 2(FreeStyle Street Basketball 2)은 조이시티가 제작한 스포츠 온라인 게임이다. 프리스타일 시리즈의 세 번째 작품이자 프리스타일의 후속작이다. 2011년 11월 11일에 정식 오픈되었다.

## 게임 방식
1. 한 경기는 5분의(2022년 기준 현재 4분) 시간 제한을 두며, 공격제한시간은 24초다. 점수제의 경우엔 21점을 득점해야 승리한다.
2. 경기는 점프볼로 시작된다.
3. 수비측이 공을 잡으면 공수교대가 되며, 공은 3점라인 밖으로 빼내야 한다.
4. 득점 시 공수교대를 한 후 경기를 재개한다. 단, 점수제에선 공수교대 없이 계속된다.
5. 드리블 한 후 공을 양 손으로 한 번이라도 잡으면 다시 드리블 할 수 없다.

## 게임 모드
- 정규경기

프리스타일처럼 팀을 만든 뒤 랜덤한 상대와 매칭해서 플레이하는 모드이다. 3대3으로 이루어지며, 팀명이나 팀원 연맹, 포지션 제한은 없다. 타 프리스타일 시리즈와 다른 점은 한번 매칭이 되면 거절할 수 없다는 것이다. 프리스타일 경험과 전적과 레벨에 따라 초보자, 비기너, 아마추어, 프로 등의 네 종류로 분류된다. 다만 비기너에서 초보자로의 강등은 없다. 프로리그에선 일정 시간에 대회모드인 크루대전을 할 수 있다. 크루대전의 경우엔 같은 크루끼리만 팀을 짜야 한다는 제한이 있다.
- 자유대전

게임 룸을 만들고 그 안에서 팀을 나눠서 하는 모드. 타 모드와 다르게 1대2, 2대3 등의 핸디캡 매치도 가능하다.
- K.O.S.

1대1로 랜덤매칭해서 대결하는 모드. 7점 점수제며, 득점 시엔 시간제와 같이 공수교대된다. '프리스타일 2 애니웨어'에만 존재하는 모바일 전용 모드였으나, 현재는 PC 버전도 가능하다. 또한 모바일과 PC간 매칭도 가능하다. 참고로 K.O.S는 거리의 최강자(King of Street)의 줄임말이다.
- vs COM

AI(자동으로 움직이는 플레이어)팀과 대결하는 모드. 자신 혼자 AI동료와 팀을 만들어 할 수도 있고, 다른 유저와 같이 AI를 상대할 수도 있다. 15개 팀을 모두 이기면 보상이 주어진다.

## 과거 게임 모드
- 지역대전

리그모드와 방식은 같다. 하지만 같은 연맹하고만 팀을 짤 수 있고, 다른 연맹과만 대결이 가능하다. 프리스타일 풋볼의 대회와는 다르게 깃발전이란 게 존재한다. 이는 깃발을 가진 상대와 대결할 때 나타나며, 승리한 쪽이 깃발을 모두 가져간다. 깃발전 점수가 연맹 우승 결정에 상당수를 차지하므로 중요하게 생각해야 한다. 지역대전은 1년에 4번(춘계대전, 하계대전, 추계대전, 동계대전) 치러지며, 한 대전은 13주 내내 진행된다. 13주가 끝나면 종료되고, 바로 다음 대전이 시작된다. 중수들이 꺼려하다 보니 선택하는 유저가 많지 않았고, 그로 인해 지금은 선택할 수 없다.
- 리그

계정 내 레벨 30 이상만 참가할 수 있는 상급자용 모드로, 10경기짜리 시즌을 치르는 모드이다. 리그에 배정되어 있지 않다면 5번의 배치경기를 치른 뒤 성적에 따라 1부리그인 MVP부터 5부리그인 스트리트까지 중 한 리그에 배정받는다. 그 후 시즌 결과에 따라 한 단계씩 승강되거나 잔류된다. 연맹 당 포지션별 100위까지는 추후 부활할 지역대전에 참가할 수 있다. 참고로 리그는 경기시간이 다른 모드보다 1분 더 많은 6분이며, 3분이 지난 하프타임 때 스타일 변경이 가능하다.

## 캐릭터 및 포지션
캐릭터 생성시 센터(C), 파워 포워드(PF), 스몰 포워드(SF), 포인트 가드(PG), 슈팅 가드(SG)의 포지션을 선택 가능하다. 크게는 남자와 여자, 세부적으로는 파워형, 밸런스형, 민첩형 중에 하나씩 선택해서 만들 수 있다.
과거에는 [센터(C) - 포스트맨, 스트레치빅맨, 컨트롤타워]
[파워포워드(PF) - 포스트맨, 포인트포워드, 트위너]
[스몰포워드(SF) - 퓨어슈터, 스윙맨, 트위너]
[슈팅가드(SG) - 퓨어슈터, 스윙맨, 듀얼가드]
[포인트가드(PG) - 리딩가드, 슬래셔, 듀얼가드]
이런식으로 포지션의 세분화되어있었지만 패치후 모두 통합되고 최근에는 컨트롤타워(CT), 스윙맨(SW), 듀얼가드(DG) 이 세개의 포지션이 따로 생기었다
포스트맨 : 주로 리바운드와 블락 골밑을 지키는 역할을 한다.
스트레치빅맨 : 외각슛 능력치가 있어서 3점슛도 쏘며 상대방 빅을 밖으로 빼내기 유리하다.
컨트롤타워,포인트포워드 : 기본적인 리바운드 능력치와 패스에 특화되어있음.
트위너 : 공격(주로 덩크)과 리바운드에 맞게 설정되었음.
퓨어슈터 : 순수한슈터란뜻으로 드라이빙슛이나 골밑공격 보다는 스크린어웨이무브 등 점프슛이나 외각슛에 특화되어있음.
스윙맨 : 퓨어슈터와 반대로 드리블로 안쪽으로 파고들어 공격하는데 특화되어있음.
리딩가드 : 패스에 매우 특화되어있음 패스스킬이 많고 패스 능력치가 높음(앨리웁, 훅업, 킬패스, 논스톱패스등).
슬래셔 : 스틸과 수비에 매우 특화되어있음 스킬이 많고 스틸 능력치가 높음(강화된인터셉트, 오버인터셉트 등).
듀얼가드 : 슈팅가드의 공격과 포인트가드의 수비적인면이 반반씩 섞였다고 생각하면 된다.

## 스페셜 캐릭터
능력 보너스가 주어진 캐릭터다. 현재는 소녀시대 9종과 버저비터 6종, 그리고 에이핑크 7종 캐릭터를 플레이할 수 있다. 이 캐릭터들은 기본 캐릭터의 집중훈련 + 20을 얻게 된다. 그러나 일부 의상 착용에 제한이 있다는 단점이 있다. 이 캐릭터들은 2015년 7월 21일 패치 이후로 구매할 수 없다.
- 잭-핑크

대형 업데이트와 함께 출시한 버저비터 캐릭터 팀. 프리스타일 2 정식 오픈 며칠 전부터 나온 PV에서 대결을 펼친 두 팀 중 스트리트 스타일의 그 팀이다. 멤버는 클라라(가드 계열), 잭(포워드 계열), 빅죠(빅맨 계열) 등의 셋이며, 신장 변경이 불가능하고 일부 포지션밖에 할 수 없다.
- 레오파드

대형 업데이트와 함께 출시한 버저비터 캐릭터의 다른 팀. 이 팀은 정통파 색이 짙은 캐릭터들로 이루어졌다. 타이슨(포인트가드), 레오(파워포워드), 로이드(센터) 등이 멤버이며, 잭-핑크와 마찬가지로 신장 변경이 불가능하고 특정 포지션밖에 할 수 없다.
- 에이핑크

동계훈련 업데이트와 함께 출시된 라이센스 스페셜 캐릭터. 2015년 7월 21일 패치 이후로 구매할 수 없다.